# Liste der Persönlichkeiten der Stadt Treuchtlingen
Die Liste der Persönlichkeiten der Stadt Treuchtlingen enthält in Treuchtlingen, einer Stadt im mittelfränkischen Landkreis Weißenburg-Gunzenhausen, geborene Persönlichkeiten sowie solche, die zu der Stadt einen Bezug haben, weil sie hier beispielsweise ihren (Haupt)Wirkungskreis hatten, ohne selbst dort geboren zu sein. Alle Abschnitte sind jeweils chronologisch nach dem Geburtsjahr sortiert. Die Liste erhebt keinen Anspruch auf Vollständigkeit.

## Söhne und Töchter der Stadt

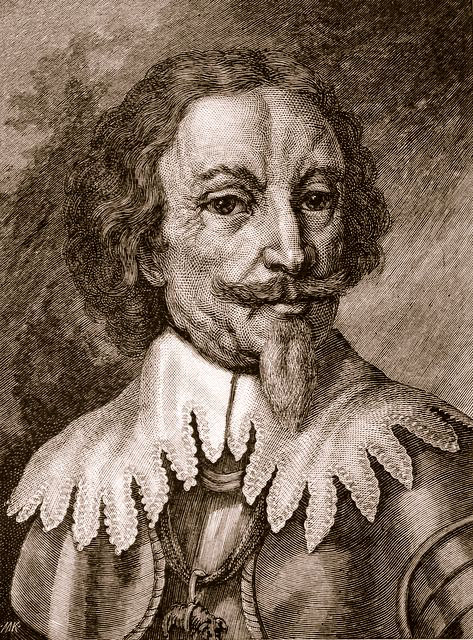
Gottfried Heinrich Graf zu Pappenheim (1594–1632), General im Dreißigjährigen Krieg, der für die Katholische Liga und den Habsburgischen Kaiser unter Wallensteins Oberbefehl kämpfte

- Johannes IV. Burckhardt (1538–1598), Abt des Benediktinerklosters Münsterschwarzach
- Georg Burckhardt (1539–1607), geboren in Wettelsheim, Professor für Rhetorik und Logik an der Universität Tübingen
- Gottfried Heinrich zu Pappenheim (1594–1632), während des Dreißigjährigen Krieges Befehlshaber eines Reiterregimentes in Diensten der Liga und des habsburgischen Kaisers
- Karl Ulmer (1811–1894), Lehrer und Schriftsteller
- Albert Stöckl (1823–1895), geboren in Möhren, Professor und Reichstagsabgeordneter (Zentrum)
- Elkan Naumburg (1835–1924),  deutscher Bankier und Philanthrop
- Friedrich Grahl (1846–1907), Erster Bürgermeister der Stadt
- Rudolf Bickel (1902–?), Landrat
- Ernst Vogtherr (1902–1966), 1946 Mitglied des Beratenden Landesausschusses (Vorparlament), 1947–1948 Mitglied des Bayerischen Landtags (1. Legislaturperiode)
- Theo Eckardt (1910–1977), Botaniker
- Max Gutmann (1923–1996), Unternehmer und Mäzen
- Erich Straßner (1933–2012), Linguist und Medienwissenschaftler
- Johann Limbacher (1940–2025), Generalvikar des Bistums Eichstätt
- Rainer Messerer MdL a. D. (* 1943), Oberstudienrat und Politiker (SPD)
- Ludwig Fels (1946–2021), Schriftsteller
- Hansjörg Müller (* 1968), Politiker, Mitglied des Deutschen Bundestages
- Stefan Peters (* 1970), deutscher Schlagersänger, Komponist und Musikproduzent
- Joachim Grzega (* 1971), Sprachwissenschaftler und Sprachdidaktiker
- Andrea Lauterbach, geborene Feilen (* 1978), Fernsehmoderatorin und Journalistin
- Sebastian Glasner (* 1985), Fußballspieler

## Mit dem Ort verbundene Personen
- Albert Stöckl (1823–1895), katholischer Geistlicher, Professor und Mitglied des deutschen Reichstags
- Karl Plättner (1893–1945), deutscher Kommunist, militanter Sozialrevolutionär und Autor
- Heinrich Stöhr (1904–1958), deutscher Politiker der SPD und Häftlingspfleger im KZ Dachau
- Josef Lidl (1911–1999), deutscher Graphiker, Autor, Musiker und Heimatkundler
- Franz Liebl (1923–2002), sudetendeutscher Autor der egerländischen und oberpfälzischen Mundart
- Christoph Schiller (1927–1994), deutscher Theologe, Pädagoge und Politiker (SPD), war 1953/54 Stadtvikar in Treuchtlingen
- Rudolf Klinger (* 1937), deutscher Politiker der CSU
- Claus Wagner (1947–2016), deutscher Tischtennisfunktionär
- Arthur Rosenbauer (* 1955), fränkischer Musiker, Liedermacher und Weltmusiker; lebt in Treuchtlingen
- Elke Philipp (* 1964), Dressurreiterin; lebt in Treuchtlingen
- Stephan Harlander (* 1969), deutscher Basketballtrainer

## Bürgermeister
- Friedrich Grahl, 1894–1907
- Jacob	Aurnhammer, 1888 bis 1894 und 1907 bis 1909
- Ludwig Staudinger, 1909–1912
- Karl Kraft, 1912–1918
- Emil Otto Sommer, 1918–1933
- Andreas Güntner, 1933–1945
- Friedrich Korn, 1946–1956
- Hans Döbler, 1956–1984
- Wolfgang Herrmann (CSU), 1984–2008
- Werner Baum jun. (SPD),  2008–2020

## Ehrenbürger
- Friedrich Grahl (1846–1907), Kommunalpolitiker, Bürgermeister Treuchtlingens
- Elkan Naumburg (1835–1924), Stipendiat der Stadt
- Johann Lindner (1873–1952), Heimatforscher
- Johann Ott (1879–1968), Kommunalpolitiker, Träger des Verdienstordens der Bundesrepublik Deutschland
- Julius Kelber (1900–1987), Pfarrer, Träger des Verdienstordens der Bundesrepublik Deutschland[1]
- Josef Lidl (1911–1999), Heimatforscher, Initiator des Volkskundemuseum Treuchtlingen
- Friedrich „Fritz“ Reif (1920–1989), Sportler
- Hans Döbler (1915–1999), Kommunalpolitiker, Bürgermeister Treuchtlingens
- Richard Zäh (1947–2020), Kommunalpolitiker